# Катарколь
Катарко́ль (каз. Қатаркөл) — село в Бурабайском районе Акмолинской области Казахстана. Административный центр Катаркольского сельского округа. Код КАТО — 117057100.

## География
Село расположено в северо-восточной части Бурабайского района, на южном берегу озера Котырколь, на расстоянии примерно 16 километров (по прямой) к востоку от административного центра района — города Щучинск, в 78 километрах к юго-востоку от административного центра области — города Кокшетау.  
Абсолютная высота — 450 метров над уровнем моря. 
Климат холодно-умеренный, с хорошей влажностью. Среднегодовая температура воздуха положительная и составляет около +2,7°С. Среднемесячная температура воздуха в июле достигает +18,3°С. Среднемесячная температура января составляет около -15,1°С. Среднегодовое количество осадков составляет около 465 мм. Основная часть осадков выпадает в период с мая по август. 
Ближайшие населённые пункты: село Вишнёвое — на востоке, город Щучинск — на западе. 

## История

### Станица
Первоначально село было образовано как — Стани́ца Котурку́льская, в 1849 году, одновременно со станицами Аиртавской, Акан-Бурлукской, Арык-Балыкской, Лобановской, Нижне-Бурлукской. Одной из главных причин возникновения станиц является — «военная и хозяйственная колонизация» сибирскими казаками Киргизской степи путём заселения пустынных земель (преимущественно русскими). Так, изначально по Указу Николая I, в 1847 году начались работы по выбору мест для новых казачьих поселений Сибирского линейного казачьего войска. В итоге работ были выявлены наиболее пригодные участки для заселений, в том числе станицы Котуркульской. В документах экспедиции имеются сведения об озере Куртъ-Куль:
Куртъ-Куль (Котуръ) длиною 4 вер., шириною около 1 ½ вер. Глубина средней части его доходит до 10 саж. Берега имеет отлогие, поросшие лесом, за исключением восточного, который открыт… Вода в нем солоноватая, годная в пищу лишь по необходимости.
В течение 1849—1850 годах в участках начали появляться первые переселенцы из граничащих с Сибирью — Оренбургской и Саратовской губерний; инициированным правительством Российской империи ещё в 1848 году, в ходе заселения Киргизской степи.
Пять партии переселенцев из Оренбургской губернии: Оренбургского (село Булановское, сельцо Васильевка Булановского сельского общества Белозерской волости), Мензелинского (село Акташ, деревни Большой Багряш, Кузанково Акташевского сельского общества; деревни Гулькино, Караниш, Малый Батрыс, Савалеево, Шумыш Онбинского сельского общества; деревни Верхний Акташ, Дербедень, Ильтень-Буты, Рождественская Верхнеакташевского сельского общества Козьмодемьяновской волости), Бугульминского (деревни Абдикеево, Ойкино Спиридоновской волости; деревня Дымская Фоминовского сельского общества; деревни Большая Ефоновка, Огородниково Семеновского сельского общества Дымской волости; деревня Шетулино Адельгеновской волости Бугурусланского общества) уездов; из Саратовкой губернии: Новоузенского (деревня воинского ведомства Верхний Плес, сельцо Семеновка Ивановского сельского общества Новотроицкой волости) уезда, — были распределены в станицы Акан-Бурлукскую, Арык-Балыкскую, Котуркульскую, Чалкарскую Кокчетавского внешнего округа. Этнический состав первопереселенцев был разнообразным: среди них были русские, украинцы, мордва, поволжские татары.
С 1854 года — в составе Области Сибирских киргизов. С 1868 — в Акмолинской области. В периоде 1867—1870 годов являлась выселком, в связи с реформами укрупнения станиц. 
Имелась однопристольная церковь в честь Святого  Чудотворца Николая, построена в 1853 году, старанием прихожан и освящена 8 июня 1855 года. В 1903 году была расширена. Население прихода на 1914 год — 1669 душ мужского пола и 1720 душ женского пола. Все — старожилы.

### Советский период
После установления советской власти, начались реформы административно-территориального устройства областей нынешнего Казахстана. Станица была преобразована в село. 25 апреля 1921 года была образована Акмолинская губерния из Акмолинского, Атбасарского, Кокчетавского, Петропавловского уездов Омской губернии. Село Котуркуль входило и являлось волостным селом Русско–Котуркульской волости Кокчетавского уезда. 6 октября 1923 года на основании постановления ЦИК КазАССР от 5 июля 1923 года об укрупнении волостей — Русско–Котуркульская волость вошла в состав Щучинской волости (волостное село — Щучинское). На начало 1924 года — в составе Щучинской волости находились: 11 сельсоветов, 37 селений, 3 396 дворов, 18 901 человек. 
17 января 1928 года из волостей Петропавловского, части Атбасарского и Кокчетавского уезда Акмолинской губернии в составе 21 района — был образован Петропавловский округ. Щучинская волость, к которой подчинялось село Котуркуль, была образована в Щучинский район (в тех же границах). Окружное деление существовало до 17 декабря 1930 года. В периоде 1930—1932 годов, в рамках районного деления — районы были подчинены непосредственно столице КазАССР и имели «республиканские статусы». В периоде 1932—1936 находился в подчинении Карагандинской области, с июля 1936 года — в составе Северо-Казахстанской области, с октября 1939 года — в Акмолинской, в периоде 1944—1997 годов — Кокчетавской.
В 1930 году в Котырколе был основан колхоз «Будённый». Колхоз существовал до 1996 года. В настоящее время функционирует несколько частных хозяйств, организованных на его основе.

### Современность
Первоначальное наименование Котырколь изменено на Катарко́ль на основании Решения Акима Северо-Казахстанской области от 10 января 1999 года № 4 (зарегистрировано Управлением юстиции Северо-Казахстанской области 8 февраля 1999 года № 59).

## Население
В 1989 году население села составляло 3995 человек (из них русские — 62%).
В 1999 году население села составляло 2922 человека (1420 мужчин и 1502 женщины). По данным переписи 2009 года в селе проживали 2854 человека (1374 мужчины и 1480 женщин).
| Численность населения | Численность населения | Численность населения |
| 1989                  | 1999                  | 2009                  |
| --------------------- | --------------------- | --------------------- |
| 3995                  | ↘2922                 | ↘2854                 |

## Религия
Православные храмы
Катарколь административно относится к Макинскому городскому благочинению Кокшетауской и Акмолинской епархии Казахстанского митрополичьего округа Русской православной церкви (МП).
Так же имеется мусульманская мечеть, и баптистский храм.

## Улицы[7]
- переулок Студенческий
- ул. Абая Кунанбаева
- ул. Гоголя
- ул. Горького
- ул. Досова
- ул. Калинина
- ул. Кирова
- ул. Куйбышева
- ул. Ленина
- ул. Маркса
- ул. Набережная
- ул. Озерная
- ул. Подлесная
- ул. Пушкина
- ул. Чайковского